# Hormathia insignis
Hormathia insignis is een zeeanemonensoort uit de familie Hormathiidae. De anemoon komt uit het geslacht Hormathia. Hormathia insignis werd in 1918 voor het eerst wetenschappelijk beschreven door Stephenson. 